# Schrijverswijk (Heerhugowaard)
De Schrijverswijk is een wijk in Heerhugowaard.
De wijk is omringd door 4 belangrijke wegen: de Middenweg, Zuidtangent, Westtangent en de Vondellaan. De stationsweg loopt ook door de Schrijverswijk. Alle overige straten in de wijk zijn vernoemd naar Nederlandse schrijvers.
De Schrijverswijk grenst aan de noordkant met bedrijventerrein de Frans en de Planetenwijk, aan de oostkant met Centrumwaard en de Bomenwijk, aan de zuidkant met de Molenwijk en aan de westkant met Middenwaard, Edelstenenwijk en bedrijventerrein Beveland.
Aan de stationsweg 53 zit een gereformeerde kerk die sinds 1917 in gebruik is, deze kerk is een gemeentelijk monument.